# Ionuț Gheorghe
Ionuț Gheorghe est un boxeur roumain né le 29 février 1984 à Constanța.

## Carrière
Aux Jeux olympiques d'été de 2004, il combat dans la catégorie des super-légers et remporte la médaille de bronze, battu en demi-finale par le futur vainqueur Manus Boonjumnong. 